# Adolph Heinrich Bose
Adolph Heinrich Bose, normalisiert Adolf Heinrich von Bose (* 30. Mai 1734; † 7. Mai 1797 in Merseburg), war ein kursächsischer Kammerherr, Hofmarschall der Kurfürstin Maria Antonia von Sachsen und Domherr und Prälat der Stiftskirche Merseburg sowie Reichsritter, Erb-, Lehn- und Gerichtsherr, auch Kirchenpatron auf Oberfrankleben und Nickern.

## Leben
Er war der älteste Sohn des sachsen-weißenfelsischen Kammerjunkers Ernst Ludolph Bose auf Oberwünsch, der testamentarisch durch eine innerfamiliär umstrittene Erbschaft das Rittergut in Frankleben, Oberhof genannt, von Christoph Dietrich Bose dem Jüngeren Ende 1741 geerbt hatte. Er hatte mit Carl Dietrich Bose (* 1736) und Friedrich Ernst Bose (* 1738) noch zwei jüngere Brüder. Doch bereits 1742 starb sein Vater, so dass er bei seiner Mutter aufwuchs.
Bis zum Erreichen der Volljährigkeit mit 21 Jahren standen er und seine Geschwister unter Vormundschaft zunächst von Wolf Heinrich von Helldorff auf Gröst und ab 1752 von Johann Jacob von Zobel auf Gröppendorf. Mit Erreichen des Erwachsenenalters 1755 konnte Adolph Heinrich Bose frei über das ererbte väterliche Rittergut Oberfrankleben verfügen.
Adolph Heinrich Bose schlug eine Karriere am Dresdner Hof ein, wo er zunächst Kammerjunker und Rittmeister wurde und dann bis zum Kammerherrn aufstieg. Daneben war er bis zu ihrem Tod 1780 Hofmarschall der bereits 1763 verwitweten Kurfürstin Maria Antonia von Sachsen in Dresden.
Als er 1797 starb, hinterließ er als einzigen Lehnserben den Sohn Adolph Ludwig Christoph Bose (* 26. Mai 1755 in Frankleben), der zu diesem Zeitpunkt bereits kurfürstlicher Kammerherr am Hof in Dresden war.
Der Leichnam von Adolph Heinrich Bose wurde von Merseburg nach Frankleben überführt und in der dortigen Kirche am 11. Mai 1797 in der Familiengruft beigesetzt.